# Tarumirim
Tarumirim é um município brasileiro no interior do estado de Minas Gerais, Região Sudeste do país. Localiza-se no Vale do Rio Doce e sua população estimada em 2019 era de 14 326 habitantes.

## Etimologia

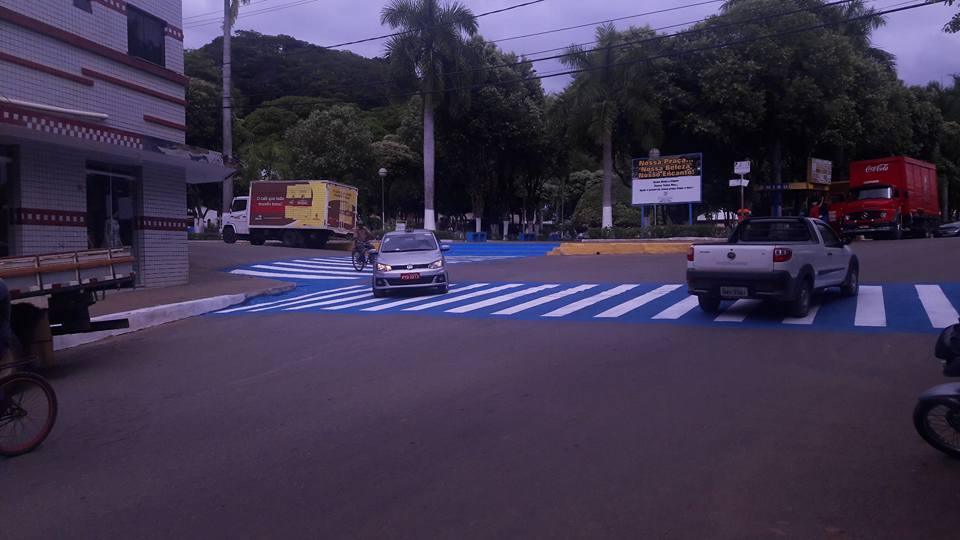
Rua do interior da cidade

O topônimo Tarumirim significa "céu pequeno". Provavelmente o nome seja uma formação híbrida da palavra krenak taru "céu" e o sufixo diminutivo tupi "pequeno". A palavra céu em tupi é ybáka.
Para Navarro, o nome vem do tupi tarumã-mirim, árvore da família das verbenáceas.

## História
O núcleo de povoação que deu origem ao município, criado por Antônio Cunha e seus irmãos, cresceu com a chegada de outros moradores, formando-se o povoado denominado Patrimônio do Cunha.
O Patrimônio do Cunha passou a distrito pela lei estadual nº 556 de 30 de agosto de 1911, com o nome de Tarumirim (pertencendo ao município de Caratinga) e foi instalado em 8 de junho de 1912, com as seguintes divisas: "Partindo da barra do Córrego Vai e Volta com o Rio Caratinga e por este acima até a barra do Córrego Ponte Alta, na sesmaria de Antônio Pedro da Silveira; por este acima até os espigões em linha reta em direção ao poente, compreendendo as águas vertentes do Ribeirão Santo Estêvão até a confluência com o Ribeirão do Bugre, e daí, Santo Estêvão abaixo até a barra com o Rio Doce pelo lado direito, do Santo Estêvão pelo Rio Doce abaixo até a barra do Ribeirão Trahíras e por este acima compreendendo todas as vertentes até o alto da serra que divide as águas do Queiroga e Jatahy, sempre por vertentes, até a barra do Vai e Volta com o Caratinga".
Em 1938, emancipa-se.
A interessante história que liga Tarumirim a Cuieté
Em fins da primeira metade do século XVII, com o ouro já escasseando nas lavras exploradas em Minas, foi incentivada pelo Governo Mineiro, a busca por faisqueiras mais ricas. E foi nesta procura por novos descobertos que alguns sertanistas deram inicio às atividades de exploração das Minas do Cuieté, principalmente a partir da entrada do paulista Pedro de Camargo Pimentel, considerado o primeiro povoador do lugar.
O estabelecimento do Arraial de Nossa Senhora da Conceição do Cuieté completou, em 2016, seus 250 anos. Hoje, pertencente ao município de Conselheiro Pena, Leste de Minas Gerais, o Cuieté é mencionado em diversas obras da história mineira e do Brasil. Porém, mesmo tendo contribuído significantemente para a efetiva ocupação do Vale do Rio Doce, jamais teve sua importância reconhecida.
Em outubro de 1779, o Governador Dom Antonio, além de determinar a divisão das comarcas da Vila Rica, Sabará, Rio das Mortes e Serro Frio, nas partes meridional e setentrional do Vale do Rio Doce, deu novos limites ao Cuieté, que passou a ser chamado de Distrito da Nova Conquista do Cuieté.
Naquele tempo, este distrito compreendia a parte sul do Rio Doce, desde a ponte sobre o Rio Doce, hoje Ponte Queimada, até o limite atual com a Capitania do Espírito Santo, atingindo os vales do Manhuaçu, Guandu e Cuieté. Pela parte norte do Rio Doce, seguia desde o Rio Santo Antonio até o Descoberto do Peçanha, atingindo a Serra das Esmeraldas e indo até os limites com a Bahia.
O município de Tarumirim faz parte desta grandiosa história. O antigo Distrito de Cuieté, após ter seu território fragmentado por diversas divisões administrativas, deu origem a vários municípios, dentre eles Tarumirim.
Diante da posição privilegiada do Bananal Grande, localizado entre ribeirões de excelentes águas e de terras férteis, o governador Dom Antônio de Noronha, em seu retorno de Cuieté para Vila Rica, em setembro de 1779, ao passar por aquele lugar, o escolheu para ser o futuro arraial daqueles sertões, prescrevendo seus limites e lhe dando o nome de Novo Arraial de Nossa Senhora do Monte Carmo da Conquista do Cuieté.
O Pega-Bem, depois chamado de povoação de São Luís do Pega-Bem, foi explorado há mais de três séculos, juntamente ao Cuieté, pelo paulista José de Camargo Pimental, por volta de 1705, o que levou o capitão Pedro de Camargo Pimentel, seu filho, a principiar o povoamento das minas do Cuieté em 1746.
Neste contexto, o Bananal Grande e o Pega Bem, pertencentes a Tarumirim, tiveram papel de destaque no período da Conquista do Cuieté, como pontos de abastecimento, guarda e exploração mineral. E foi no Bananal, por volta de 1830, que o índio e capitão Pocrane, na nação Botocudo, fundou o seu primeiro aldeamento, à margem direita do Rio Cuieté, hoje denominado Rio Caratinga.
Mais tarde, a região hoje ocupada pelos distritos de Vai Volta, Cafémirim e São Vicente do Rio Doce, foi rota de pedestres e de índios Botocudos, que faziam o trajeto entre alguns aldeamentos da região.
Após mais de vinte anos de avultada pesquisa científica e empírica, foi possível desenvolver um trabalho de resgate histórico do Cuieté, o qual possui grande legado e presença inarredável no limiar de Minas Gerais, vindo a ser um dos marcos geográficos que principiaram a definição e o surgimento do atual Estado de Minas Gerais.

## Geografia
De acordo com a divisão regional vigente desde 2017, instituída pelo IBGE, o município pertence às Regiões Geográficas Intermediária e Imediata de Governador Valadares. Até então, com a vigência das divisões em microrregiões e mesorregiões, fazia parte da microrregião de Caratinga, que por sua vez estava incluída na mesorregião do Vale do Rio Doce.
A população, segundo dados do IBGE, é de 14.585 habitantes, sendo 8.019 na área urbana e 6.274 na área rural. A densidade demográfica é de 19,53 hab/km².

## Economia
O município conta com 315 estabelecimentos empregadores (destes, 310 são empresas e 5 são órgãos públicos). 1461 pessoas estão ocupadas em função disto.
Agropecuária - A principal fonte de renda do município é a agropecuária, e os principais produtos são leite e carne bovina.Embora o leite seja o principal responsável pela geração de renda, o município atualmente não conta com nenhum estabelecimento de processamento, laticínio ou fábrica de derivados.
Imigração aos Estados Unidos - Como a maioria das cidades da região de Governador Valadares, Tarumirim também recebe muitos investimentos por parte de brasileiros que vivem nos Estados Unidos.
Cachaça -  O município também é sede de uma fábrica de cachaça de qualidade. A cachaça Lenda Mineira é produzida pela Agropecuária Roda D´Água Ltda e possui selo da AMPAQ-Associação dos Produtores de Cachaça de Qualidade. O produto destaca-se pela qualidade superior e pela grande conceituação no mercado de exportação.
Além desta fábrica, existem vários alambiques no município, que fabricam cachaça artesanal, comercializada no município e em cidades do entorno.

## Infraestrutura

### Educação
| Índice         | 2010  |
| -------------- | ----- |
| IDH-M Educação | 0,499 |

#### Escolas
Tarumirim possui 6 escolas sendo: 1 municipal (Escola Municipal São Sebastião) 4 estaduais (E.E. Sinfrônio Bomfim, E.E. Professora Maria Teixeira da Fonseca, E.E. Manoel Joaquim de Andrade e E.E Waldemiro Francisco da SILVA) e 1 particular (Construção do Saber).

### Saúde

#### Hospital São Sebastião de Tarumirim
Atualmente o município conta com o Hospital São Sebastião de Tarumirim, instituição sucessora do Hospital São Vicente de Paulo de Tarumirim. Com sede na Rua Manoel Joaquim de Andrade, 308, Centro, o hospital foi criado pela Sociedade de São Vicente de Paulo (que hoje se afastou do comando da associação) e é uma instituição de caráter filantrópico e sem fins lucrativos, cumpre seu papel assistencial e se consolida como referência regional, totalmente equipada com médicos e com atendimento público. 